# C/1911 N1 Kiess
El Cometa Kiess, oficialmente designado C/1911 N1 Kiess, posee un período extremadamente largo, por lo que se ha clasificado como no periódico.

## Descubrimiento
Fue descubierto el 6 de julio de 1911 por Carl Clarence Kiess desde el Observatorio Lick, en Estados Unidos.

## Características
Es notable sobre todo por ser la masa progenitora de la lluvia de meteoros de las Alfa Aurígidas. El cometa tiene una distancia mínima de intersección orbital con la Tierra de tan solo 0,002766 UA, y ya pocos meses después de su descubrimiento se observó que sus elementos orbitales eran parecidos a los del cometa no periódico C/1790 A1 Herschel, descubierto por Carolina Herschel, hermana de William Herschel; la idea de que los dos cometas fuesen en realidad un mismo objeto ha quedado a nivel de hipótesis no confirmada.